# Avancement de réaction
L'avancement de réaction, initialement introduit en 1922 par Théophile de Donder sous le nom de degré d'avancement,, permet de caractériser l'évolution d'une réaction chimique entre son état initial (avant réaction) et son état final (après réaction). L'avancement de réaction lie entre elles, par la stœchiométrie, les évolutions des quantités de toutes les espèces chimiques (réactifs, produits, inertes) présentes dans le milieu réactionnel.
L'avancement de réaction et l'affinité chimique, tous deux définis par de Donder, tiennent une place centrale dans l'étude des réactions chimiques en général et des équilibres chimiques en particulier.

## Définitions

### Définition de l'avancement de réaction
Soit une réaction chimique dont l'équation bilan est écrite selon la convention stœchiométrique,, :
dans laquelle {\displaystyle {\rm {C}}_{k}} est une espèce chimique quelconque, en attribuant une valeur négative aux coefficients stœchiométriques des réactifs et positive à ceux des produits :
- {\displaystyle \nu _{k}<0} pour un réactif ;
- {\displaystyle \nu _{k}>0} pour un produit ;
- {\displaystyle \nu _{k}=0} pour un inerte.

Exemple - Équilibre du dioxyde et du trioxyde de soufre.
En écrivant la réaction :
{\displaystyle {\rm {2\,SO_{2}(g)+1\,O_{2}(g)\rightleftarrows 2\,SO_{3}(g)}}}
selon la convention stœchiométrique :
{\displaystyle {\rm {-2\,SO_{2}(g)-1\,O_{2}(g)+2\,SO_{3}(g)=0}}}
on a les coefficients stœchiométriques :
- pour les réactifs :
  - dioxyde de soufre {\displaystyle {\rm {SO_{2}}}} : {\displaystyle \nu _{\rm {SO_{2}}}=-2} ;
  - oxygène {\displaystyle {\rm {O_{2}}}} : {\displaystyle \nu _{\rm {O_{2}}}=-1} ;

- pour le produit trioxyde de soufre {\displaystyle {\rm {SO_{3}}}} : {\displaystyle \nu _{\rm {SO_{3}}}=2}.

On introduit dans un réacteur, à l'instant initial {\displaystyle t=0}, une quantité {\displaystyle n_{k}^{0}} de chaque constituant {\displaystyle k}. La réaction fait évoluer ces quantités : à un instant {\displaystyle t} quelconque on note {\displaystyle n_{k}} la quantité d'un constituant {\displaystyle k} quelconque. On a l'évolution de la quantité du constituant {\displaystyle k} :
{\displaystyle \Delta n_{k}=n_{k}-n_{k}^{0}}
L'équation bilan induit que l'évolution de tout autre constituant {\displaystyle j} du mélange réactionnel est liée à celle du constituant {\displaystyle k} par la relation de proportionnalité :
{\displaystyle \Delta n_{j}=n_{j}-n_{j}^{0}={\nu _{j} \over \nu _{k}}\Delta n_{k}}
Ainsi, les évolutions des quantités de tous les constituants du mélange réactionnel étant liées, on définit l'avancement de réaction, noté {\displaystyle \xi } (lettre grecque ksi), par :
| Avancement de réaction : {\displaystyle \xi ={\Delta n_{1} \over \nu _{1}}={\Delta n_{2} \over \nu _{2}}=\cdots ={\Delta n_{N} \over \nu _{N}}} |

À tout instant {\displaystyle t}, la quantité de tout constituant {\displaystyle k} vaut par conséquent, :
{\displaystyle n_{k}=n_{k}^{0}+\nu _{k}\xi }
Ceci est également vrai pour les inertes. En effet, puisque la réaction ne modifie pas la quantité d'un inerte, on a pour celui-ci, à tout instant {\displaystyle t}, {\displaystyle n_{k}=n_{k}^{0}}, qui vérifie la relation précédente puisque pour un inerte {\displaystyle \nu _{k}=0}.
Soit la variation élémentaire de la quantité de tout constituant {\displaystyle k} :
{\displaystyle \mathrm {d} n_{k}=\nu _{k}\,\mathrm {d} \xi }
On a par conséquent la variation élémentaire de l'avancement de réaction :
| Avancement de réaction : {\displaystyle \mathrm {d} \xi ={\mathrm {d} n_{k} \over \nu _{k}}} pour tout {\displaystyle k\in [1,\cdots ,N]} |

L'avancement de réaction est une variable de composition extensive (si l'on double la quantité de chacun des réactifs et produits, l'avancement de réaction double également). Il s'exprime en moles dans le système SI.
Au moment de l'introduction des constituants dans le réacteur, à {\displaystyle t=0}, on a {\displaystyle n_{k}=n_{k}^{0}} par définition pour tout constituant {\displaystyle k}. Au début de la réaction l'avancement est donc par construction nul : {\displaystyle \xi =0}. Nous verrons plus loin que l'avancement de réaction peut être aussi bien positif que négatif selon le sens de déplacement de la réaction.

### Dépendance à l'écriture de la réaction
Puisque les coefficients stœchiométriques entrent dans l'expression de l'avancement de réaction, celui-ci dépend de la façon dont la réaction est écrite. Reprenons l'exemple de l'équilibre du dioxyde et du trioxyde de soufre en présence d'oxygène :
{\displaystyle {\rm {2\,SO_{2}(g)+1\,O_{2}(g)\rightleftarrows 2\,SO_{3}(g)}}}
on a une première expression de l'avancement de réaction :
Si l'on inverse l'écriture de la réaction :
{\displaystyle {\rm {2\,SO_{3}(g)\rightleftarrows 2\,SO_{2}(g)+1\,O_{2}(g)}}}
on a une deuxième expression de l'avancement de réaction :
Et si l'on écrit la réaction d'une troisième façon, en divisant par deux les coefficients stœchiométriques de la première écriture :
{\displaystyle {\rm {1\,SO_{2}(g)+{1 \over 2}\,O_{2}(g)\rightleftarrows 1\,SO_{3}(g)}}}
on a une troisième expression de l'avancement de réaction :
On a ainsi, selon la façon d'écrire la réaction :
Il est donc nécessaire, pour utiliser l'avancement de réaction, de connaitre la façon dont la réaction est écrite. En particulier, les première et deuxième écritures de la réaction donnent des avancements de signes opposés.

### Avancements de réaction maximal et minimal, taux d'avancement
Les quantités des réactifs ne pouvant être négatives, la réaction peut au maximum progresser jusqu'à ce l'un des réactifs disparaisse. Ce réactif, qui limite la réaction, est appelé réactif limitant. Si les quantités de tous les réactifs s'annulent en même temps, c'est qu'ils ont été introduits dans des proportions respectant la stœchiométrie. Pour une quantité initiale {\displaystyle n_{i}^{0}}, la quantité du réactif {\displaystyle i}, {\displaystyle n_{i}=n_{i}^{0}+\nu _{i}\,\xi } avec {\displaystyle \nu _{i}<0}, s'annule si {\displaystyle \xi _{i}=-n_{i}^{0}/\nu _{i}\geq 0}. L'avancement de réaction maximal est la plus petite des valeurs ainsi déterminées. L'avancement de réaction maximal, noté {\displaystyle \xi _{\max }}, est donc défini par :
De même, une réaction peut au maximum régresser jusqu'à ce que l'un des produits disparaisse. Pour une quantité initiale {\displaystyle n_{i}^{0}}, la quantité du produit {\displaystyle i}, {\displaystyle n_{i}=n_{i}^{0}+\nu _{i}\,\xi } avec {\displaystyle \nu _{i}>0}, s'annule si {\displaystyle \xi _{i}=-n_{i}^{0}/\nu _{i}\leq 0}. L'avancement de réaction minimal est la plus grande des valeurs ainsi déterminées. On définit l'avancement de réaction minimal :
L'avancement de réaction, initialement nul, {\displaystyle \xi ^{0}=0}, ne peut donc évoluer qu'entre ces deux valeurs ; les valeurs extérieures à cet intervalle sont inaccessibles :
Le taux d'avancement, noté {\displaystyle \alpha } (lettre grecque alpha), est le rapport de l'avancement de réaction à l'avancement de réaction maximal :
Selon le contexte, le taux d'avancement est également appelé taux de dissociation ou taux d'ionisation. Le taux d'avancement est adimensionnel, sa valeur est comprise entre {\displaystyle \xi _{\min }/\xi _{\max }} et 1 ; on peut également l'exprimer en pourcentage en multipliant la valeur ainsi obtenue par 100. Si à la fin de la réaction {\displaystyle \alpha =1}, alors la réaction est totale, elle s'est arrêtée parce que l'un des réactifs est épuisé. Si {\displaystyle \alpha <1} la réaction est un équilibre chimique.

### Progression et régression d'une réaction

Réaction à pression et température constantes.
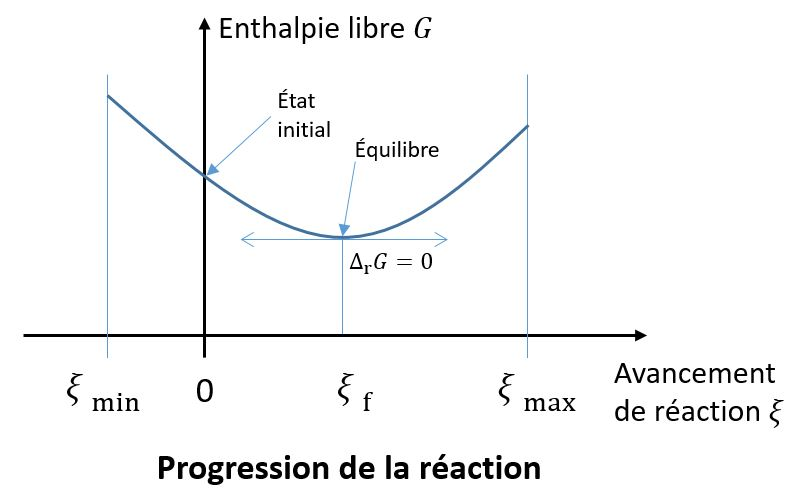
L'avancement final est positif[9].
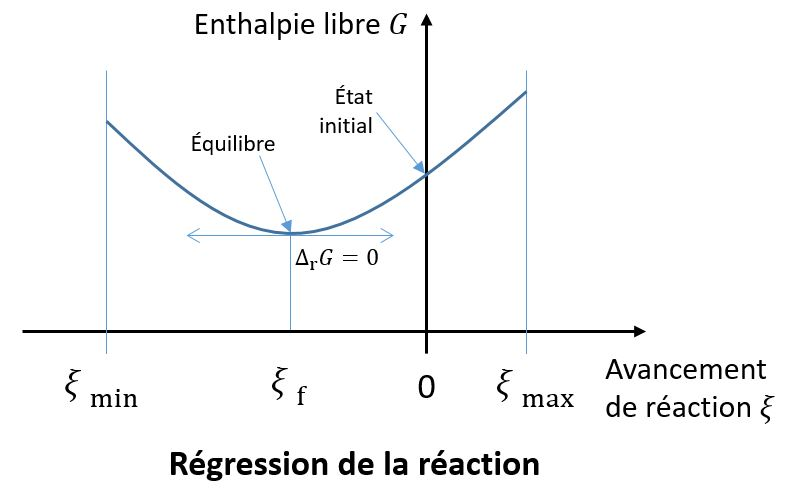
L'avancement final est négatif.

Lorsque la quantité d'une espèce {\displaystyle k} augmente, soit {\displaystyle \mathrm {d} n_{k}>0} :
- s'il s'agit d'un produit, soit {\displaystyle \nu _{k}>0}, alors {\displaystyle \mathrm {d} \xi >0} ;
- s'il s'agit d'un réactif, soit {\displaystyle \nu _{k}<0}, alors {\displaystyle \mathrm {d} \xi <0}.

Inversement, lorsque la quantité d'une espèce diminue, soit {\displaystyle \mathrm {d} n_{k}<0} :
- s'il s'agit d'un produit, soit {\displaystyle \nu _{k}>0}, alors {\displaystyle \mathrm {d} \xi <0} ;
- s'il s'agit d'un réactif, soit {\displaystyle \nu _{k}<0}, alors {\displaystyle \mathrm {d} \xi >0}.

En conséquence :
- la réaction progresse lorsque les réactifs disparaissent et que les produits apparaissent : {\displaystyle \mathrm {d} \xi >0}, l'avancement de réaction augmente ;
- la réaction régresse lorsque les réactifs apparaissent et que les produits disparaissent : {\displaystyle \mathrm {d} \xi <0}, l'avancement de réaction diminue.

Dans un équilibre chimique, la réaction peut se déplacer dans les deux sens. L'avancement de réaction peut donc indifféremment augmenter ou diminuer. Puisque l'avancement est nul au début de la réaction, à l'instant {\displaystyle t=0}, il peut par la suite prendre aussi bien une valeur positive, {\displaystyle \xi >0} (la réaction a progressé par rapport à l'état initial, voir Exemple 1), qu'une valeur négative, {\displaystyle \xi <0} (la réaction a régressé par rapport à l'état initial, voir Exemple 2).
D'autre part, puisque l'expression de l'avancement de réaction dépend de la façon dont la réaction est écrite, les notions de progression et de régression de la réaction dépendent elles aussi de la façon dont la réaction est écrite. Reprenons l'exemple de l'équilibre du trioxyde et du dioxyde de soufre en présence d'oxygène ; nous avons notamment une première écriture :
{\displaystyle {\rm {-2\,SO_{2}(g)-1\,O_{2}(g)+2\,SO_{3}(g)=0}}}
{\displaystyle \mathrm {d} \xi _{1}={\mathrm {d} n_{\rm {SO_{2}}} \over -2}={\mathrm {d} n_{\rm {O_{2}}} \over -1}={\mathrm {d} n_{\rm {SO_{3}}} \over 2}}
et une deuxième écriture avec l'écriture inverse :
{\displaystyle {\rm {-2\,SO_{3}(g)+2\,SO_{3}(g)+1\,O_{2}(g)=0}}}
{\displaystyle \mathrm {d} \xi _{2}={\mathrm {d} n_{\rm {SO_{2}}} \over 2}={\mathrm {d} n_{\rm {O_{2}}} \over 1}={\mathrm {d} n_{\rm {SO_{3}}} \over -2}}
Quelle que soit l'écriture, une variation d'avancement positive signifie que la réaction progresse ; cependant :
- selon la première écriture : {\displaystyle \mathrm {d} \xi _{1}>0}, donc {\displaystyle \mathrm {d} n_{\rm {SO_{2}}}<0} et {\displaystyle \mathrm {d} n_{\rm {SO_{3}}}>0}, la réaction progresse en produisant du trioxyde de soufre {\displaystyle {\rm {SO_{3}}}} ;
- selon la deuxième écriture : {\displaystyle \mathrm {d} \xi _{2}>0}, donc {\displaystyle \mathrm {d} n_{\rm {SO_{2}}}>0} et {\displaystyle \mathrm {d} n_{\rm {SO_{3}}}<0}, la réaction progresse en produisant du dioxyde de soufre {\displaystyle {\rm {SO_{2}}}}.

Inversement, une variation d'avancement négative signifie que la réaction régresse ; cependant :
- selon la première écriture : {\displaystyle \mathrm {d} \xi _{1}<0}, donc {\displaystyle \mathrm {d} n_{\rm {SO_{2}}}>0} et {\displaystyle \mathrm {d} n_{\rm {SO_{3}}}<0}, la réaction régresse en produisant du dioxyde de soufre {\displaystyle {\rm {SO_{2}}}} ;
- selon la deuxième écriture : {\displaystyle \mathrm {d} \xi _{2}<0}, donc {\displaystyle \mathrm {d} n_{\rm {SO_{2}}}<0} et {\displaystyle \mathrm {d} n_{\rm {SO_{3}}}>0}, la réaction régresse en produisant du trioxyde de soufre {\displaystyle {\rm {SO_{3}}}}.

On a donc deux cas selon le produit recherché :
- la réaction produit du {\displaystyle {\rm {SO_{3}}}} si {\displaystyle \mathrm {d} \xi _{1}>0} ou {\displaystyle \mathrm {d} \xi _{2}<0} ;
- la réaction produit du {\displaystyle {\rm {SO_{2}}}} si {\displaystyle \mathrm {d} \xi _{1}<0} ou {\displaystyle \mathrm {d} \xi _{2}>0}.

Cet exemple illustre la nécessité de connaitre la façon dont la réaction est écrite dans l'utilisation de l'avancement de réaction.

### Tableau d'avancement
On considère une réaction chimique quelconque. On peut écrire l'évolution des quantités des réactifs et des produits sous forme d'un tableau appelé tableau d'avancement. La première ligne du tableau représente l'équation bilan de la réaction. Sur les lignes suivantes, en dessous de chaque constituant, sont reportées successivement la quantité initiale {\displaystyle n_{k}^{0}} du constituant (avancement initial nul), sa quantité {\displaystyle n_{k}} à un instant {\displaystyle t} quelconque (fonction de l'avancement {\displaystyle \xi }) et la quantité finale lorsque l'équilibre est atteint (avancement final {\displaystyle \xi _{\rm {f}}}).
Exemple - Réaction acido-basique de l'acide éthanoïque.
L'acide éthanoïque {\displaystyle {\rm {CH_{3}COOH}}} dans l'eau forme l'ion acétate {\displaystyle {\rm {CH_{3}COO^{-}}}}. Le tableau d'avancement de la réaction est le suivant.
L'avancement de réaction final vaut {\displaystyle \xi _{\rm {f}}} = 4,2 × 10−4 mol. L'avancement de réaction maximal correspond à la disparition totale de l'acide éthanoïque : {\displaystyle \xi _{\max }} = 0,01 mol. Le taux d'avancement est donc de {\displaystyle \alpha } = 4,2 × 10−2, que l'on peut exprimer en pourcentage : {\displaystyle \alpha } = 4,2 %. L'acide éthanoïque est donc très peu dissocié dans l'eau.
L'avancement minimal est ici nul, car la quantité d'ion acétate est initialement nulle : {\displaystyle \xi _{\min }=0}.

## Applications

### Exemple de calcul
On considère la réaction d'équation bilan :
On introduit dans un réacteur les quantités initiales suivantes :
- 2 mol d'hydrogène {\displaystyle {\rm {H_{2}}}} ;
- 1 mol d'oxygène {\displaystyle {\rm {O_{2}}}} ;
- 0 mol d'eau {\displaystyle {\rm {H_{2}O}}}.

On considère la réaction à un instant {\displaystyle t} auquel :
- 1 mol d'hydrogène a été consommée, il en reste donc 1 mol ;
- il reste 0,5 mol d'oxygène ;
- il s'est formé 1 mol d'eau.

L'avancement de réaction peut se calculer indifféremment par rapport à toutes les substances mises en jeu dans la réaction :
- par rapport à l'hydrogène : {\displaystyle \xi _{1}={1-2 \over -2}=0{,}5\,{\mathsf {mol}}} ;
- par rapport à l'oxygène : {\displaystyle \xi _{1}={0{,}5-1 \over -1}=0{,}5\,{\mathsf {mol}}} ;
- par rapport à l'eau : {\displaystyle \xi _{1}={1-0 \over 2}=0{,}5\,{\mathsf {mol}}}.

Par contre, si l'on écrit :
avec les mêmes quantités initiales et transformées on aurait :
- par rapport à l'hydrogène : {\displaystyle \xi _{2}={1-2 \over -1}=1\,{\mathsf {mol}}} ;
- par rapport à l'oxygène : {\displaystyle \xi _{2}={0{,}5-1 \over -{1 \over 2}}=1\,{\mathsf {mol}}} ;
- par rapport à l'eau : {\displaystyle \xi _{2}={1-0 \over 1}=1\,{\mathsf {mol}}}.

Ce qui illustre que, pour les mêmes quantités initiales et transformées, la valeur de l'avancement de réaction dépend de la manière d'écrire l'équation bilan.
D'autre part, si l'on double les quantités initiales, au même instant {\displaystyle t} les quantités transformées de réactifs sont doublées par rapport au cas précédent : il reste donc le double des quantités. Le calcul montre que pour les deux écritures de la réaction les avancements sont doublés ({\displaystyle \xi _{1}=2\,{\mathsf {mol}}} et {\displaystyle \xi _{2}=1\,{\mathsf {mol}}}) : l'avancement de réaction est une grandeur extensive.

### Étude des réactions chimiques

#### Vitesse de réaction
La vitesse de réaction est égale à la dérivée de l'avancement de la réaction par rapport au temps {\displaystyle t}, elle s'exprime en mol s−1,, :
| Vitesse de réaction : {\displaystyle {\dot {\xi }}={\mathrm {d} \xi \over \mathrm {d} t}} |

La vitesse de réaction rapportée au volume {\displaystyle V} du milieu réactionnel est notée {\displaystyle v}, elle s'exprime en mol m−3 s−1 :
La vitesse de réaction peut prendre aussi bien une valeur positive lorsque la réaction progresse (l'avancement de réaction croît) que négative lorsque la réaction régresse (l'avancement de réaction décroît) ; à l'équilibre {\displaystyle v=0}.
Pour tout constituant {\displaystyle k} (réactif, produit ou inerte), la vitesse d'apparition est égale à, :
Comme la vitesse de réaction, la vitesse d'apparition d'un constituant peut être positive (le constituant apparait) ou négative (le constituant disparait) ou nulle (pour un inerte). Lorsqu'une réaction progresse, soit {\displaystyle \mathrm {d} \xi >0}, la vitesse d'apparition d'un réactif est négative, et celle d'un produit positive. Inversement, lorsqu'une réaction régresse, soit {\displaystyle \mathrm {d} \xi <0}, la vitesse d'apparition d'un réactif est positive, et celle d'un produit négative.

#### Grandeur de réaction
Pour une grandeur extensive {\displaystyle X} donnée, la grandeur de réaction correspondante {\displaystyle \Delta _{\mathrm {r} }X} est la dérivée partielle de {\displaystyle X} par rapport à l'avancement de réaction {\displaystyle \xi }, à pression {\displaystyle P} et température {\displaystyle T} constantes :
| Grandeur de réaction : {\displaystyle \Delta _{\mathrm {r} }X=\left({\frac {\partial X}{\partial \xi }}\right)_{P,T}=\sum _{i=1}^{N}\nu _{i}{\bar {X}}_{i}} |

avec :
- {\displaystyle {\bar {X}}_{i}} la grandeur molaire partielle du constituant {\displaystyle i} dans le milieu réactionnel ;
- {\displaystyle X} une grandeur extensive totale du mélange ;
- {\displaystyle \nu _{i}} le coefficient stœchiométrique du constituant {\displaystyle i} dans l'équation de la réaction ;
- {\displaystyle \xi } l'avancement de la réaction.

Comme l'avancement de réaction, les grandeurs de réaction dépendent de l'écriture de la réaction, puisque leur expression inclut les coefficients stœchiométriques.
Les grandeurs de réaction sont souvent notées au moyen de l’opérateur de Lewis {\displaystyle \Delta _{\mathrm {r} }} :
{\displaystyle \Delta _{\mathrm {r} }=\left({\frac {\partial }{\partial \xi }}\right)_{P,T}}
L'enthalpie libre de réaction {\displaystyle \Delta _{\mathrm {r} }G} est égale à l'opposé de l'affinité chimique {\displaystyle {\mathcal {A}}} :
avec {\displaystyle G} l'enthalpie libre. Ces deux grandeurs, avec l'avancement de réaction, sont centrales dans l'étude des équilibres chimiques.
L'enthalpie de réaction {\displaystyle \Delta _{\mathrm {r} }H} donne, pour les réactions effectuées à pression et température constantes, la chaleur {\displaystyle Q_{P,T}} dégagée par la réaction, :
Si {\displaystyle \Delta _{\mathrm {r} }H<0} la réaction est exothermique, elle dégage de la chaleur lorsque {\displaystyle \xi } augmente. Si {\displaystyle \Delta _{\mathrm {r} }H>0} la réaction est endothermique, elle absorbe de la chaleur lorsque {\displaystyle \xi } augmente.

#### Condition d'évolution spontanée d'une réaction
Puisque, par définition de l'avancement de réaction, on a pour tout constituant {\displaystyle k} :
{\displaystyle \mathrm {d} n_{k}=\nu _{k}\,\mathrm {d} \xi } pour tout {\displaystyle k\in [1,\cdots ,N]}
on peut écrire :
{\displaystyle \sum _{k=1}^{N}\mu _{k}\,\mathrm {d} n_{k}=\sum _{k=1}^{N}\mu _{k}\left(\nu _{k}\,\mathrm {d} \xi \right)=\left(\sum _{k=1}^{N}\mu _{k}\nu _{k}\right)\,\mathrm {d} \xi }
avec {\displaystyle \mu _{k}} le potentiel chimique du constituant {\displaystyle k}. On pose par définition l'affinité chimique :
Exemple - Reprenons l'exemple de l'équilibre du dioxyde et du trioxyde de soufre en présence d'oxygène.
{\displaystyle {\rm {-2\,SO_{2}(g)-1\,O_{2}(g)+2\,SO_{3}(g)=0}}}
L'affinité chimique s'écrit :
{\displaystyle {\mathcal {A}}=-\left(-2\,\mu _{\rm {SO_{2}}}-1\,\mu _{\rm {O_{2}}}+2\,\mu _{\rm {SO_{3}}}\right)=2\,\mu _{\rm {SO_{2}}}+1\,\mu _{\rm {O_{2}}}-2\,\mu _{\rm {SO_{3}}}}
Avec la variation de l'avancement de réaction :
{\displaystyle \mathrm {d} \xi ={\mathrm {d} n_{\rm {SO_{2}}} \over -2}={\mathrm {d} n_{\rm {O_{2}}} \over -1}={\mathrm {d} n_{\rm {SO_{3}}} \over 2}}
On obtient :
{\displaystyle -{\mathcal {A}}\,\mathrm {d} \xi =\mu _{\rm {SO_{2}}}\,\mathrm {d} n_{\rm {SO_{2}}}+\mu _{\rm {O_{2}}}\,\mathrm {d} n_{\rm {O_{2}}}+\mu _{\rm {SO_{3}}}\,\mathrm {d} n_{\rm {SO_{3}}}}
Les différentielles des quatre potentiels thermodynamiques s'écrivent :
- énergie interne :

{\displaystyle \mathrm {d} U=-P\,\mathrm {d} V+T\,\mathrm {d} S+\sum _{k=1}^{N}\mu _{k}\,\mathrm {d} n_{k}=-P\,\mathrm {d} V+T\,\mathrm {d} S-{\mathcal {A}}\,\mathrm {d} \xi }
- énergie libre : {\displaystyle F=U-TS}

{\displaystyle \mathrm {d} F=-P\,\mathrm {d} V-S\,\mathrm {d} T+\sum _{k=1}^{N}\mu _{k}\,\mathrm {d} n_{k}=-P\,\mathrm {d} V-S\,\mathrm {d} T-{\mathcal {A}}\,\mathrm {d} \xi }
- enthalpie : {\displaystyle H=U+PV}

{\displaystyle \mathrm {d} H=V\,\mathrm {d} P+T\,\mathrm {d} S+\sum _{k=1}^{N}\mu _{k}\,\mathrm {d} n_{k}=V\,\mathrm {d} P+T\,\mathrm {d} S-{\mathcal {A}}\,\mathrm {d} \xi }
- enthalpie libre : {\displaystyle G=H-TS}

{\displaystyle \mathrm {d} G=V\,\mathrm {d} P-S\,\mathrm {d} T+\sum _{k=1}^{N}\mu _{k}\,\mathrm {d} n_{k}=V\,\mathrm {d} P-S\,\mathrm {d} T-{\mathcal {A}}\,\mathrm {d} \xi }
avec :
- {\displaystyle P} la pression ;
- {\displaystyle T} la température ;
- {\displaystyle V} le volume ;
- {\displaystyle S} l'entropie.

On a donc également les relations suivantes pouvant définir l'affinité chimique :
| Affinité chimique : {\displaystyle {\mathcal {A}}=-\left({\frac {\partial U}{\partial \xi }}\right)_{V,S}=-\left({\frac {\partial F}{\partial \xi }}\right)_{V,T}=-\left({\frac {\partial H}{\partial \xi }}\right)_{P,S}=-\left({\frac {\partial G}{\partial \xi }}\right)_{P,T}} |

Le deuxième principe de la thermodynamique induit que toute réaction chimique ne peut évoluer spontanément que si :
| Condition d'évolution spontanée : {\displaystyle {\mathcal {A}}\,\mathrm {d} \xi \geq 0} |

{\displaystyle {\mathcal {A}}} et {\displaystyle \mathrm {d} \xi } ne peuvent donc qu'être du même signe :
- si {\displaystyle {\mathcal {A}}>0} et {\displaystyle \mathrm {d} \xi >0} la réaction progresse ;
- si {\displaystyle {\mathcal {A}}<0} et {\displaystyle \mathrm {d} \xi <0} la réaction régresse ;
- si {\displaystyle {\mathcal {A}}=0} la réaction est à l'équilibre.

En termes de potentiel thermodynamique, cette relation dépend des conditions opératoires maintenues constantes en cours de réaction :
- pour une réaction chimique effectuée à {\displaystyle P} et {\displaystyle T} constantes {\displaystyle \mathrm {d} G=\Delta _{\text{r}}G\,\mathrm {d} \xi =-{\mathcal {A}}\,\mathrm {d} \xi \leq 0} : la fonction enthalpie libre {\displaystyle G} ne peut que décroître[19] ;
- pour une réaction chimique effectuée à {\displaystyle V} et {\displaystyle T} constants {\displaystyle \mathrm {d} F=-{\mathcal {A}}\,\mathrm {d} \xi \leq 0} : la fonction énergie libre {\displaystyle F} ne peut que décroître.

#### Équilibre chimique
À l'équilibre chimique l'affinité chimique est nulle : {\displaystyle {\mathcal {A}}=0}. Les potentiels chimiques sont développés en :
{\displaystyle \mu _{k}=\mu _{k}^{\circ }+RT\,\ln a_{k}}
avec :
- {\displaystyle \mu _{k}^{\circ }} le potentiel chimique du constituant {\displaystyle k} à l'état standard :
- {\displaystyle a_{k}} l'activité chimique du constituant {\displaystyle k}.

On pose :
- {\displaystyle {\mathcal {A}}^{\circ }=-\sum _{k=1}^{N}\nu _{k}\,\mu _{k}^{\circ }=RT\,\ln K} l'affinité chimique standard ;
- {\displaystyle K} la constante d'équilibre[16] ;
- {\displaystyle Q_{\text{r}}=\prod _{k=1}^{N}{a_{k}}^{\nu _{k}}} le quotient de réaction[16].

On développe l'affinité chimique :
{\displaystyle {\mathcal {A}}=-\sum _{k=1}^{N}\nu _{k}\,\mu _{k}=-\sum _{k=1}^{N}\nu _{k}\,\mu _{k}^{\circ }-\sum _{k=1}^{N}\nu _{k}\,RT\,\ln a_{k}={\mathcal {A}}^{\circ }-RT\,\ln \prod _{k=1}^{N}{a_{k}}^{\nu _{k}}}
{\displaystyle {\mathcal {A}}=RT\,\ln \!\left({K \over Q_{\text{r}}}\right)}
En application de la condition d'évolution spontanée {\displaystyle {\mathcal {A}}\,\mathrm {d} \xi \geq 0}, nous avons :
- si {\displaystyle Q_{\text{r}}<K}, alors {\displaystyle {\mathcal {A}}>0} et {\displaystyle \mathrm {d} \xi >0} : la réaction progresse ;
- si {\displaystyle Q_{\text{r}}>K}, alors {\displaystyle {\mathcal {A}}<0} et {\displaystyle \mathrm {d} \xi <0} : la réaction régresse ;
- si {\displaystyle Q_{\text{r}}=K}, alors {\displaystyle {\mathcal {A}}=0} : la réaction est à l'équilibre.

Les activités chimiques dans le quotient de réaction {\displaystyle Q_{\text{r}}} sont des fonctions de la pression, de la température et de la composition, et par conséquent de l'avancement de réaction : {\displaystyle a_{k}=a_{k}\!\left(P,T,n\right)=a_{k}\!\left(P,T,\xi \right)}. La constante d'équilibre est une fonction de la température : {\displaystyle K=K\!\left(T\right)}. L'équilibre à pression {\displaystyle P} et température {\displaystyle T} données est donc situé à l'avancement de réaction {\displaystyle \xi } répondant à la loi d'action de masse :
| Loi d'action de masse : à l'équilibre {\displaystyle Q_{\text{r}}\!\left(P,T,\xi \right)=K\!\left(T\right)} |

Exemple 1 - Décomposition de l'hydrogénosulfure d'ammonium.
On introduit dans un réacteur 0,06 mol d'hydrogénosulfure d'ammonium solide NH4HS qui se décompose en ammoniac NH3 et sulfure d'hydrogène H2S, tous deux gazeux. Le volume {\displaystyle V} du réacteur est de 2,4 litres et la température {\displaystyle T} est maintenue constante à 20 °C. La constante d'équilibre vaut {\displaystyle K} = 0,05. On écrit le tableau d'avancement.
Le solide étant pur, son activité chimique vaut : {\displaystyle a_{\rm {NH_{4}HS}}} = 1. Les activités des gaz sont écrites en fonction de leur pression partielle, développée selon la loi des gaz parfaits :
{\displaystyle a_{\rm {NH_{3}}}={P_{\rm {NH_{3}}} \over P^{\circ }}={\xi RT \over P^{\circ }V}}
{\displaystyle a_{\rm {H_{2}S}}={P_{\rm {H_{2}S}} \over P^{\circ }}={\xi RT \over P^{\circ }V}}
avec :
- {\displaystyle P^{\circ }} = 1 bar ;
- {\displaystyle R} la constante universelle des gaz parfaits.

On a donc à l'équilibre, selon la loi d'action de masse :
{\displaystyle Q_{\text{r}}={a_{\rm {NH_{3}}}\,a_{\rm {H_{2}S}} \over a_{\rm {NH_{4}HS}}}=\left({\xi RT \over P^{\circ }V}\right)^{2}=K}
On obtient {\displaystyle \xi _{\rm {f}}} = 2,2 × 10−2 mol. On complète le tableau d'avancement.
Dans cet exemple la résolution de la loi d'action de masse conduit également à la solution {\displaystyle \xi } = −2,2 × 10−2 mol. Dans le cas présent cette solution ne peut être retenue car elle conduirait à des quantités d'ammoniac et de sulfure d'hydrogène négatives.
En considérant une quantité initiale de 0,808 mol d'ammoniac, l'activité de celui-ci est modifiée selon :
{\displaystyle a_{\rm {NH_{3}}}={P_{\rm {NH_{3}}} \over P^{\circ }}={\left(0{,}808+\xi \right)RT \over P^{\circ }V}}
et la loi d'action de masse selon :
{\displaystyle Q_{\text{r}}=\left(0{,}808+\xi \right)\xi \,\left({RT \over P^{\circ }V}\right)^{2}=K}
L'avancement de réaction est de {\displaystyle \xi _{\rm {f}}} = 6 × 10−4 mol ; la solution {\displaystyle \xi } = −0,808 6 mol est écartée car elle conduit à des quantités d'ammoniac et de sulfure d'hydrogène négatives. On modifie le tableau d'avancement.
Exemple 2 - Hydratation de l'éthylène.
En présence d'acide sulfurique, qui sert de catalyseur, et d'eau H2O, l'éthylène C2H4 s'hydrate en éthanol C2H5OH en phase gaz selon la réaction :
{\displaystyle {\rm {C_{2}H_{4}(g)+H_{2}O(g)\rightleftarrows C_{2}H_{5}OH(g)}}}
La constante d'équilibre vaut {\displaystyle K} = 4,0 × 10−3 à 573 K (299,85 °C). On travaille à une pression de {\displaystyle P} = 70 bar. Les gaz sont considérés comme parfaits. Soit un mélange initial contenant 1 mol de chaque constituant. À tout instant la quantité de matière totale dans le mélange réactionnel est de {\displaystyle 3-\xi } mol. Les activités des divers constituants valent, en fonction des pressions partielles :
{\displaystyle a_{\rm {C_{2}H_{4}}}={P_{\rm {C_{2}H_{4}}} \over P^{\circ }}={1-\xi  \over 3-\xi }{P \over P^{\circ }}}
{\displaystyle a_{\rm {H_{2}O}}={P_{\rm {H_{2}O}} \over P^{\circ }}={1-\xi  \over 3-\xi }{P \over P^{\circ }}}
{\displaystyle a_{\rm {C_{2}H_{5}OH}}={P_{\rm {C_{2}H_{5}OH}} \over P^{\circ }}={1+\xi  \over 3-\xi }{P \over P^{\circ }}}
On a donc à l'équilibre, selon la loi d'action de masse :
{\displaystyle Q_{\text{r}}={a_{\rm {C_{2}H_{5}OH}} \over a_{\rm {C_{2}H_{4}}}\,a_{\rm {H_{2}O}}}={\left(1+\xi \right)\left(3-\xi \right)\,P^{\circ } \over \left(1-\xi \right)^{2}\,P}=K}
On obtient {\displaystyle \xi _{\rm {f}}} = −0,77 mol. La réaction a donc régressé, l'éthanol a produit de l'éthylène. La solution {\displaystyle \xi } = 2,77 mol est écartée car les quantités d'éthylène et d'eau seraient négatives. Le tableau d'avancement est le suivant.

### Réactions simultanées

#### Stœchiométrie
Soit un milieu réactionnel siège de {\displaystyle M} réactions simultanées impliquant {\displaystyle N} constituants {\displaystyle {\rm {C}}_{j}}, on note les diverses réactions selon, :
On note :
- {\displaystyle i} l'indice des réactions, {\displaystyle i\in \left[1,\cdots ,M\right]} ;
- {\displaystyle j} l'indice des constituants, {\displaystyle j\in \left[1,\cdots ,N\right]} ;
- {\displaystyle \nu _{i,j}} le coefficient stœchiométrique du constituant {\displaystyle j} dans la réaction {\displaystyle i}, tel que :
  - {\displaystyle \nu _{i,j}<0} pour un réactif ;
  - {\displaystyle \nu _{i,j}>0} pour un produit ;
  - {\displaystyle \nu _{i,j}=0} si le constituant {\displaystyle j} n'intervient pas dans la réaction {\displaystyle i}.

Soit {\displaystyle \mathrm {d} n_{i,j}} la variation de quantité du constituant {\displaystyle j} due à la réaction {\displaystyle i}. À noter que l'on a {\displaystyle \mathrm {d} n_{i,j}=0} si {\displaystyle \nu _{i,j}=0}, c'est-à-dire que le constituant {\displaystyle j} n'intervient pas dans la réaction {\displaystyle i}. Pour chacun des {\displaystyle N} constituants, on a la variation globale de quantité dans le mélange réactionnel {\displaystyle \mathrm {d} n_{j}} :
{\displaystyle \mathrm {d} n_{j}=\sum _{i=1}^{M}\,\mathrm {d} n_{i,j}}
Pour chacune des {\displaystyle M} réactions, on définit un avancement de réaction {\displaystyle \xi _{i}} tel que pour chacun des {\displaystyle N} constituants :
On a donc pour tout constituant {\displaystyle j\in \left[1,\cdots ,N\right]}, réactif, produit ou inerte :
{\displaystyle \mathrm {d} n_{j}=\sum _{i=1}^{M}\nu _{i,j}\,\mathrm {d} \xi _{i}}
ou, en intégrant entre l'instant initial et un instant {\displaystyle t} quelconque, :
{\displaystyle n_{j}=n_{j}^{0}+\sum _{i=1}^{M}\nu _{i,j}\xi _{i}}
avec :
- {\displaystyle n_{j}^{0}} la quantité du constituant {\displaystyle j} à l'instant initial {\displaystyle t=0} ;
- {\displaystyle n_{j}} la quantité du constituant {\displaystyle j} à l'instant {\displaystyle t} ;
- {\displaystyle \xi _{i}} l'avancement de réaction {\displaystyle i} à l'instant {\displaystyle t} ; rappelons qu'à l'instant initial, par définition, {\displaystyle \xi _{i}^{0}=0}.

Exemple - Reformage du méthane à la vapeur d'eau.
Cinq constituants ({\displaystyle N=5}) sont considérés :
- {\displaystyle {\rm {CH_{4}}}} le méthane ({\displaystyle j=1}) ;
- {\displaystyle {\rm {H_{2}O}}} l'eau ({\displaystyle j=2}) ;
- {\displaystyle {\rm {H_{2}}}} l'hydrogène ({\displaystyle j=3}) ;
- {\displaystyle {\rm {CO}}} le monoxyde de carbone ({\displaystyle j=4}) ;
- {\displaystyle {\rm {CO_{2}}}} le dioxyde de carbone ({\displaystyle j=5}) ;

impliqués dans deux réactions simultanées ({\displaystyle M=2}) en phase gaz :
- réaction {\displaystyle i=1} : {\displaystyle {\rm {CH_{4}+H_{2}O\rightleftarrows 3\,H_{2}+CO}}} ;
- réaction {\displaystyle i=2} : {\displaystyle {\rm {CO+H_{2}O\rightleftarrows CO_{2}+H_{2}}}} (réaction du gaz à l'eau).

Les coefficients stœchiométriques valent en conséquence :
{\displaystyle \left(\nu _{i,j}\right)={\begin{pmatrix}-1&-1&3&1&0\\0&-1&1&-1&1\end{pmatrix}}}
On suppose un mélange initial composé exclusivement de méthane et d'eau ; les quantités initiales d'hydrogène, de monoxyde et de dioxyde de carbone sont nulles : {\displaystyle n_{3}^{0}=n_{4}^{0}=n_{5}^{0}=0}. Les quantités des divers constituants évoluent selon le tableau d'avancement suivant.

#### Vitesses des réactions
La vitesse de la réaction {\displaystyle i} est donnée par la dérivée de l'avancement de cette réaction par rapport au temps {\displaystyle t} :
En conséquence, pour chaque constituant {\displaystyle j} la quantité varie par rapport au temps selon, :

#### Condition d'évolution spontanée, condition d'équilibre
À pression et température constantes, la variation de l'enthalpie libre globale du système réactionnel vaut, :
{\displaystyle \mathrm {d} G=\sum _{j=1}^{N}\mu _{j}\,\mathrm {d} n_{j}=\sum _{j=1}^{N}\mu _{j}\left[\sum _{i=1}^{M}\nu _{i,j}\,\mathrm {d} \xi _{i}\right]=\sum _{i=1}^{M}\left[\sum _{j=1}^{N}\nu _{i,j}\mu _{j}\right]\,\mathrm {d} \xi _{i}=\sum _{i=1}^{M}\Delta _{\text{r}}G_{i}\,\mathrm {d} \xi _{i}=-\sum _{i=1}^{M}{\mathcal {A}}_{i}\,\mathrm {d} \xi _{i}}
avec :
- {\displaystyle \Delta _{\text{r}}G_{i}=\sum _{j=1}^{N}\nu _{i,j}\mu _{j}=\left({\partial G \over \partial \xi _{i}}\right)_{P,T,\xi _{k\neq i}}} l'enthalpie libre de réaction de la réaction {\displaystyle i} ;
- {\displaystyle {\mathcal {A}}_{i}=-\Delta _{\text{r}}G_{i}} l'affinité de la réaction {\displaystyle i}.

Les potentiels chimiques sont des fonctions de l'ensemble des quantités des {\displaystyle N} constituants du mélange réactionnel : {\displaystyle \mu _{j}=\mu _{j}\!\left(P,T,n_{1},\cdots ,n_{N}\right)}. Chacune des {\displaystyle M} enthalpies libres de réaction est donc fonction de l'ensemble des {\displaystyle M} avancements de réaction :
{\displaystyle \Delta _{\text{r}}G_{i}=\Delta _{\text{r}}G_{i}\!\left(P,T,\xi _{1},\cdots ,\xi _{M}\right)}
Le deuxième principe de la thermodynamique induit que, à pression et température constantes, l'enthalpie libre globale {\displaystyle G} du système réactionnel ne peut que décroître, d'où, :
| Condition d'évolution spontanée de tout système chimique à {\displaystyle P} et {\displaystyle T} constantes : {\displaystyle }{\displaystyle \mathrm {d} G=\sum _{i=1}^{M}\Delta _{\text{r}}G_{i}\,\mathrm {d} \xi _{i}\leq 0} |

À l'équilibre l'ensemble des enthalpies libres de réaction sont nulles :
Ce qui induit pour chaque réaction une loi d'action de masse :
soit un ensemble de {\displaystyle M} équations à {\displaystyle M} inconnues (les {\displaystyle M} avancements de réaction).